# Una familia ejemplar
Una familia ejemplar  (en hangul, 모범가족; RR:  Mobeom Gajog; título en inglés: A Model Family ) es una serie de televisión surcoreana dirigida por Kim Jin-woo y protagonizada por Jung Woo, Park Hee-soon, Yoon Jin-seo y Park Ji-yeon.Se estrenó en Netflix el 12 de agosto de 2022.

## Sinopsis
Una familia ejemplar es la historia de un padre común que, habiendo perdido todo su dinero y estando al borde del divorcio, descubre accidentalmente un coche con mucho dinero y acaba implicado con el segundo al mando de una banda de narcotraficantes.

## Reparto

### Principal
- Jung Woo como Dong-ha, un anónimo profesor que ha perdido todo el dinero que tenía ahorrado para el trasplante de corazón que necesita su hijo, y cuya mujer insiste en pedirle el divorcio.[5][6]
- Park Hee-soon como Gwang-cheol, subjefe de una banda de narcotraficantes. Tras la desaparición del dinero, corre peligro de ser abandonado por una banda a la que consideraba su familia.[5][6][7][8]
- Yoon Jin-seo como Eun-joo, la mujer de Dong-ha, es una mujer que oculta un secreto y lucha por proteger a sus hijos.[6][9]
- Park Ji-yeon como Joo-hyun, jefa del equipo de investigación que persigue a Gwang-cheol y Dong-ha.[6][10]

### Secundario
- Kim Sung-oh como Choi Kang-jun, el cuñado de Yong-soo y el nuevo rostro de una banda de narcotraficantes, cuyos ojos muestran locura.[11][12]
- Won Hyun‑jun como un mensajero de la banda de narcotraficantes.[13]
- Kim Shin-bi como Oh Jae-chan.[14]
- Choi Moo-sung como Hwang Yong-soo, el jefe de la banda de narcotraficantes, que al principio trata a Gwang-cheol como su familia.[12]
- Park Doo-shik como Mingyu, un miembro de la banda de Gwang-cheol.[15][16]
- Han Woo-yeol.[17]
- Kim Shin-rok como Moon Jeong-guk, una teniente de la escuadra de narcóticos y jefa de Joo-hyun.[18][12]
- Shin Eun-soo como Yeon-woo, hija de Dong-ha y Eun-joo.[19]
- Seok Min-ki como Hyeon-woo, hijo de Dong-ha y Eun-joo.[19]
- Oh Kwang-rok como Park Deuk-soo, el padre vividor de Dong-ha, con el que ha tenido siempre una relación conflictiva.[12]
- Moon Jin-seung como Joong-bae, ayudante y guardaespaldas de Gwang-cheol.[8]
- Jung Joon-won como Cha Yoon-seok.[20]

## Producción
El 19 de enero de 2021 un representante de la agencia de Jung Woo declaró que este estaba considerando participar en la serie Una familia ejemplar con el papel de Park Dong-ha. En un primer momento se había ofrecido a So Ji-sub el papel del subjefe de la banda de narcotraficantes Gwang-cheol. Sin embargo, a mediados de marzo de 2021 este declinó participar en la serie debido a cuestiones de agenda. El 1 de abril del mismo año la agencia de Park Hee-soon anunció que este interpretaría el personaje de Gwang-cheol. Los otros protagonistas se anunciaron a finales de agosto.
La primera imagen de la serie se hizo pública el 20 de enero de 2022. La serie se presentó el 9 de agosto en el JW Marriott Dongdaemun, en Jongno-gu, Seúl, con la presencia de Jung Woo Hee-soon, Yoon Jin-seo, Park Ji-yeon y el director Kim Jin-woo.
Según su director, la serie al principio tenía características de comedia negra, pero él decidió virarla a un drama centrado en los personajes, no solo el personaje principal y el villano, sino una base más amplia. Algún elemento de comedia sobrevivió, como el cartel que está colgado en la oficina de Yong-soo, el jefe de la banda, y que reza «Hagamos algo significativo para la sociedad».

## Crítica
Carmen Chin (NME) dice de Una familia ejemplar que «es una de las series coreanas de suspenso mejor ejecutadas en la memoria reciente»; destaca las actuaciones de Jung Woo y Park Hee-soon. Señala por otra parte la «extraña similitud con otra exitosa serie de Netflix: Ozark», que parte de una premisa casi idéntica. Y concluye: «si bien la trama no es totalmente original, A Model Family aún vale la pena verla. Los 10 episodios tienen la receta del éxito: con personajes convincentes, un buen ritmo y una edición impecable, A Model Family bien puede ser uno de los mejores thrillers criminales coreanos que 2022 tiene para ofrecer».
También Greg Wheeler (The Review Geek) destaca sobre todo la actuación de Jung Woo y Park Hee-soon, a los que añade a Choi Moo-sung; escribe después que «estéticamente, el programa tiene una edición impecable y una banda sonora decente, que usa muchas pistas de guitarra para tratar de hacer eco de la sensación de un viejo oeste. Es algo que funciona sorprendentemente bien y ciertamente hay similitudes con series como Ozark y Breaking Bad en la forma en que evolucionan la trama y los personajes». Concluye escribiendo que la historia es «una exploración de lo que significa ser familia».